# AC Legnano
AC Legnano (wł. Associazione Calcio Legnano Società Sportiva Dilettantistica r.l.) – włoski klub piłkarski, mający siedzibę w mieście Legnano. Klub działał w latach 1913–2010. W 2011 roku został reaktywowany.

## Historia
Chronologia nazw:
- 1913: Football Club Legnano
- 1936: Associazione Calcio Legnano
- 2010: klub rozwiązano
- 2011: Associazione Sportiva Dilettantistica Legnano 1913 Calcio
- 2015: Associazione Calcio Dilettantistica Legnano
- 2017: Associazione Calcio Legnano Società Sportiva Dilettantistica r.l.

Klub Associazione Calcio Legnano założony został w 1913 roku. Już w tym samym roku klub przystąpił do lokalnych rozgrywek. W latach 1919–1929 klub występował w Prima Categoria, najwyższej wówczas kategorii rozrywkowej we Włoszech. W 1929 po utworzeniu zawodowej ligi Legnano zostało przydzielone do Serie B. Już w pierwszym sezonie Legnano zajęło 2. miejsce, co oznaczało awans do Serie A. Pobyt Legnano w pierwszej lidze trwał tylko sezon, gdyż z 19 punktami zajęło ono osiemnaste, ostatnie miejsce. W 1935 Legnano spadło do Serie C. Do Serie B powróciło dopiero w 1946 roku.
W kolejnych czterech sezonach Legnano zajmowało miejsca w czołówce Serie B, by w 1951 roku powrócić do Serie A. Jak poprzednio gra Legnano w najwyższej klasie rozgrywkowej trwała tylko sezon. Banicja w Serie B trwała tylko sezon, gdyż klub zajął 2. miejsce w lidze i po raz trzeci świętował awans. Tak jak poprzednio występy w Serie A Legnano zakończyło na ostatnim i definitywnie pożegnało się z pierwszą ligą. Trzy lata później Legnano spadło do Serie C i występowało w tej klasie rozgrywkowej do 1975 roku, kiedy to spadło do Serie D.
Potem klub głównie krążył między trzecią a czwartą ligą, nigdy nie odzyskując dawnej pozycji we włoskim futbolu. 16 lipca 2010 ogłoszono bankructwo klubu, co pociągnęło za sobą jego całkowitą likwidację.

## Sukcesy
- 3 sezony w Serie A: 1930-31, 1951-52, 1953-54.

## Znani piłkarze
| - Luigi Allemandi - Attilio Demaría - Luigi Riva - Nicholas Frey - Giuseppe Bigogno - Karl-Erik Palmér | - Paolo Pulici - Davide Fontolan - Chedric Seedorf - Marco Simone - Ettore Puricelli |